# Hanomag F-Reihe

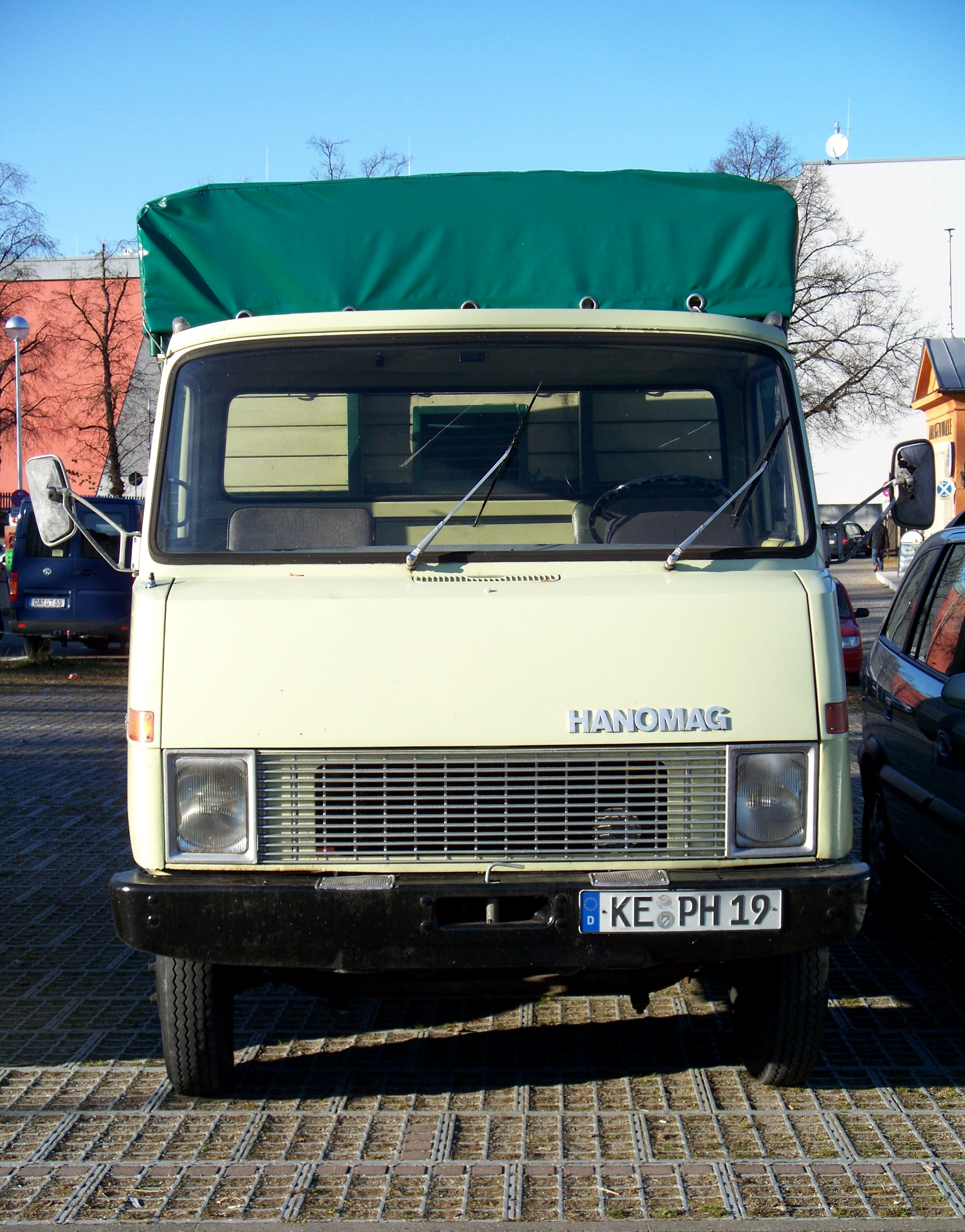
Hanomag F-Reihe

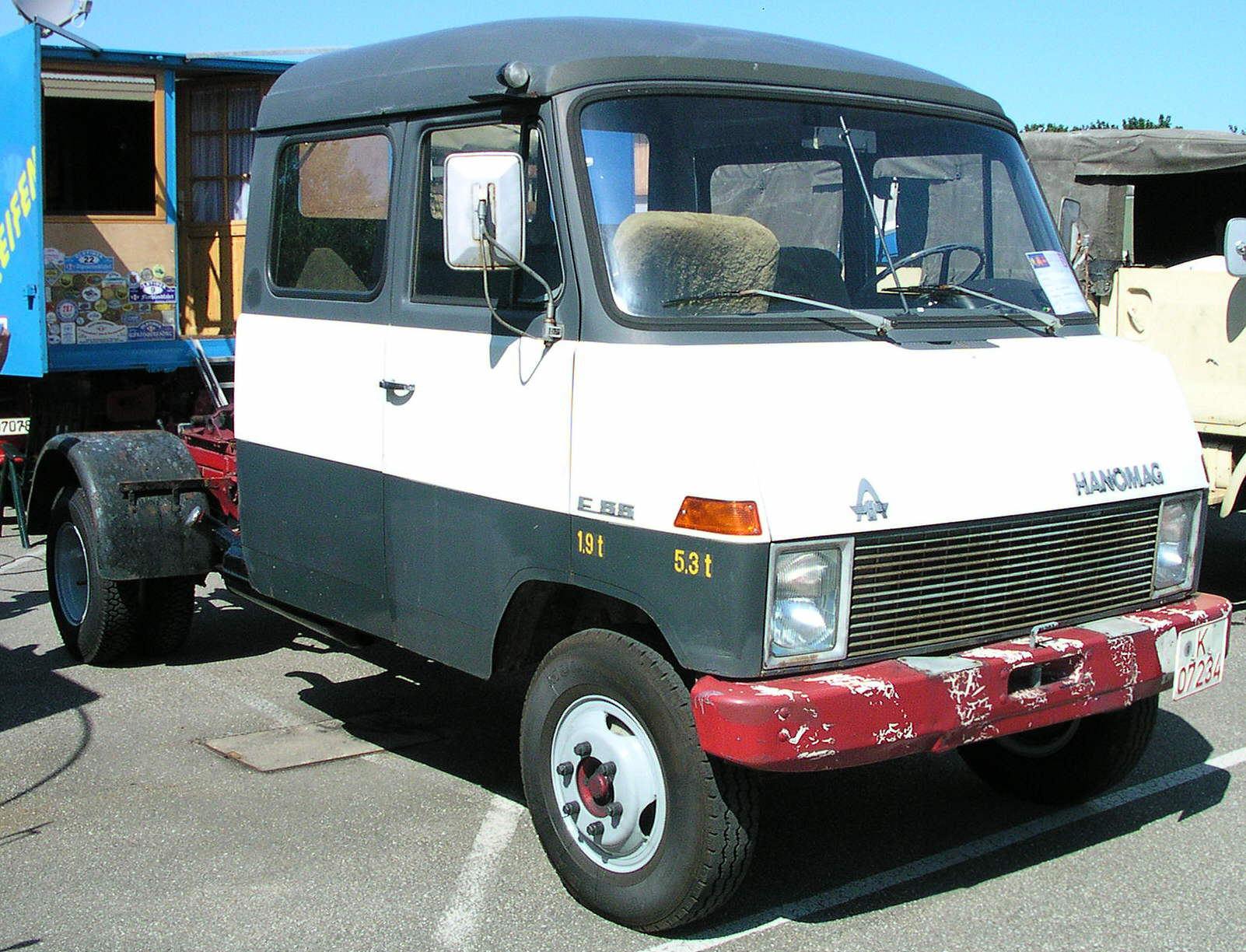
Hanomag F 55 als Doppelkabiner

Die Hanomag F-Reihe war eine Baureihe größerer Kleintransporter (innerhalb dieser Kategorie also Großtransporter) und Leichtlastwagen des Herstellers Hanomag bzw. später Hanomag-Henschel. Die Modellreihe wurde 1967 vorgestellt und lief 1973 aus.

## Modellgeschichte
Die Hanomag F-Reihe löste 1967 die Vorgängermodelle namens Hanomag Kurier, Garant und Markant ab. Nicht zu verwechseln ist die Hanomag F-Reihe mit den in der Typbezeichnung ähnlichen, jedoch deutlich kleineren und ebenfalls von Hanomag produzierten sogenannten Harburger Transportern. Die F-Reihe begann oberhalb dieser mit dem Typ F 45 für 2 Tonnen Nutzlast und reichte mit den Typen F 85 und F 86 bis über 5 Tonnen Nutzlast, wobei die zweistellige Nummer innerhalb der Typbezeichnung das ungefähre Gesamtgewicht in 100 kg angibt (bspw. beim F 45 ein Gesamtgewicht von 4,5 Tonnen).

## Technik und Ausstattung
Das kubische, mit einer kurzen, nach vorne abfallenden Motorhaube versehene Fahrerhaus der gesamten Baureihe im aktuellen Design der 1960er Jahre wurde von dem bekannten Industriedesigner Louis Lucien Lepoix entworfen, der bereits zahlreiche andere LKW-Fahrerhäuser gestaltet hatte, beispielsweise für die namhaften Hersteller Magirus-Deutz und Büssing. Damit wirkte sie deutlich wuchtiger als die Vorgängerbaureihen und durch ihre klaren, kantigen Linien auch deutlich moderner und schlichter als die rundlichen Vorgängermodelle. 
Während Hanomag beim Harburger Transporter die bisherigen Motoren beibehielt, wurden für die F-Reihe neue Dieselmotoren der Baureihe D 100 entwickelt. Dabei handelte es sich um keine Direkteinspritzer, sondern klassische Wirbelkammermotoren. Abhängig vom Fahrzeugtyp fand dieser Motor mit 4 oder 6 Zylindern zwischen 65 und 115 PS Verwendung. 
Konstruktiv war die Hanomag F-Reihe ein leichter Lastwagen mit Leiterrahmen-Chassis und ohne selbsttragenden oder mittragenden Aufbau, auf das die Fahrerkabine wie auch die Aufbauten aufgesetzt wurden. Es wurden verschiedene Hinterachsen verwendet, die stets blattgefedert waren. 
Zumeist war die F-Reihe als Pritschenwagen, Pritschenkipper oder mit Kofferaufbau anzutreffen, daneben wurde sie ab Werk auch als Sattelschlepper sowie Chassis für externe Sonderaufbauten angeboten und fand auch als leichtes Feuerwehrfahrzeug Verwendung.

## Die F-Reihe innerhalb der Unternehmensgeschichte

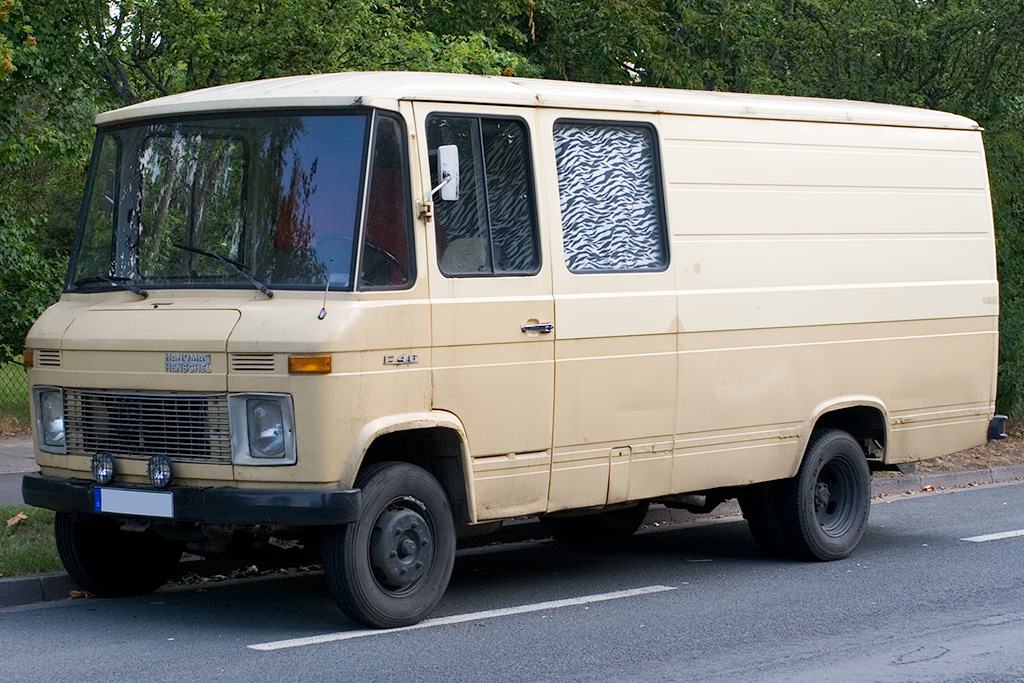
Hanomag-Henschel F 46 auf Basis des Mercedes T2

1967 wurde die F-Reihe noch unter der Marke Hanomag auf den Markt gebracht, erhielt aber durch die Fusion des Herstellers mit den Henschel-Werken ab 1969 den Namen Hanomag-Henschel. Waren die F-Modelle zuvor die größten Nutzfahrzeuge des Herstellers gewesen, so stellten sie innerhalb des neuen Unternehmens die Verbindung zwischen den Transportern und den größeren, aus dem Hause Henschel stammenden LKW dar. 
Die Übernahme von Hanomag-Henschel durch Daimler-Benz im Jahre 1970 führte entgegen ursprünglichen Aussagen zu einem baldigen sukzessiven Auslaufen der Hanomag-Henschel-Modelle, da sich bereits entsprechende Typen im Programm von Daimler-Benz befanden. Der modernen Hanomag F-Reihe standen im Daimler-Benz-Programm die ebenfalls 1967 vorgestellten Mercedes-T2-Großtransporter gegenüber, was im Jahre 1973 zu einer ersatzlosen Produktionseinstellung der F-Reihe führte, die somit zugleich den Endpunkt der Nutzfahrzeugproduktion unter der Marke Hanomag darstellte.

### Weitere Modelle unter der Bezeichnung F-Reihe
Unterhalb der eigentlichen F-Reihe wurden auch die noch von den Tempo-Werken Vidal&Sohn entwickelten kleineren sogenannten Harburger Transporter, die konstruktiv keine Ähnlichkeit mit den großen Modellen hatten, in der gleichen Zeit als Hanomag F 20 bis F 35 angeboten. Ab 1970 wurden als Ergänzung der hier beschriebenen großen F-Transporter auch Klein-Omnibusse und geschlossene Kastenwagen als F-Reihe angeboten, die zwar den Kühlergrill und die Scheinwerferpartie der F-Reihe erhielten, technisch jedoch komplette Mercedes-T2-Transporter waren. Mit dem Auslaufen der F-Reihe verschwanden auch diese Mercedes-Doubletten aus dem Angebot.

## Lizenzbauten Steyr 590-690 und Tata 407

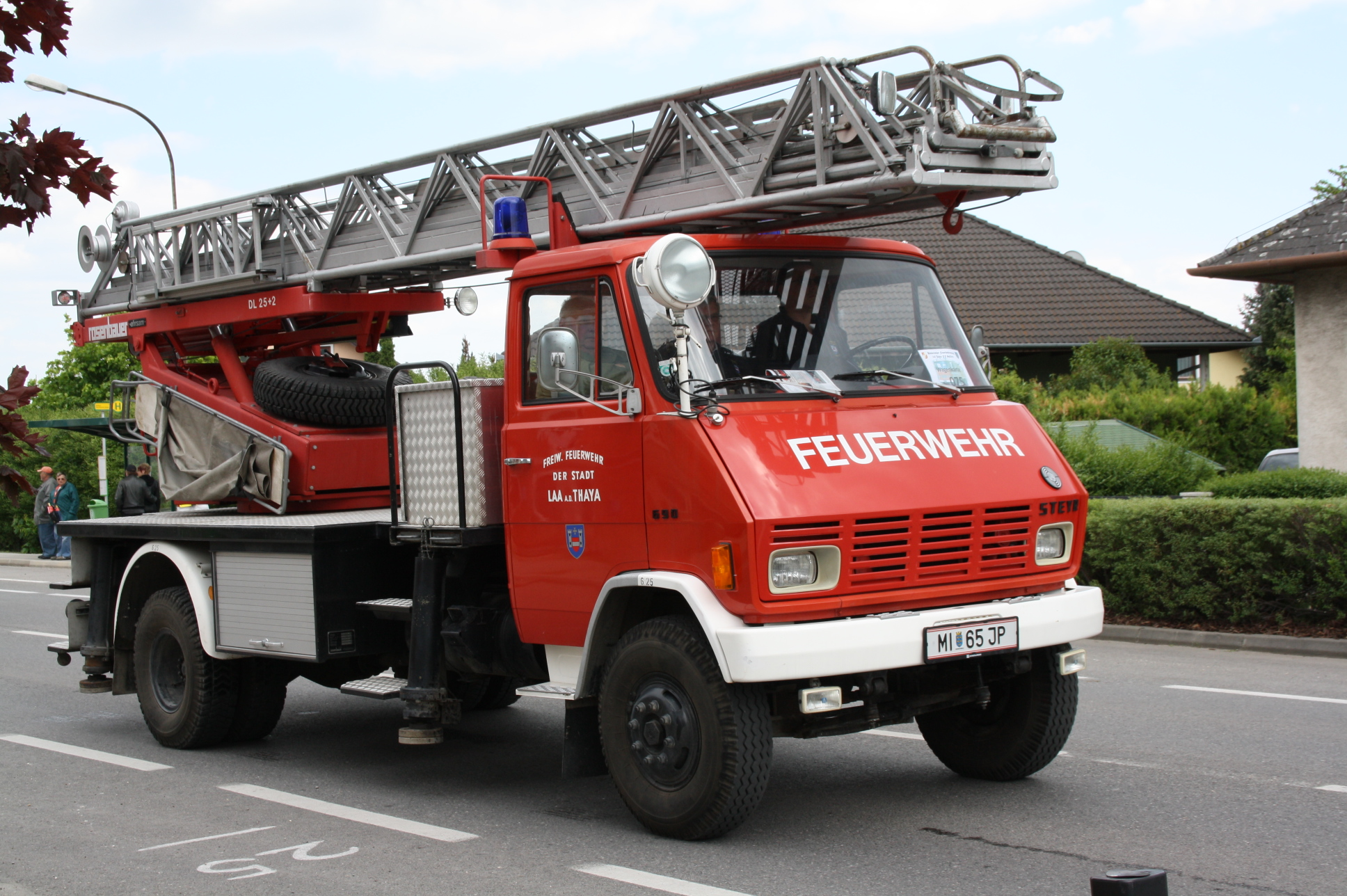
Steyr mit Fahrerhaus der F-Reihe

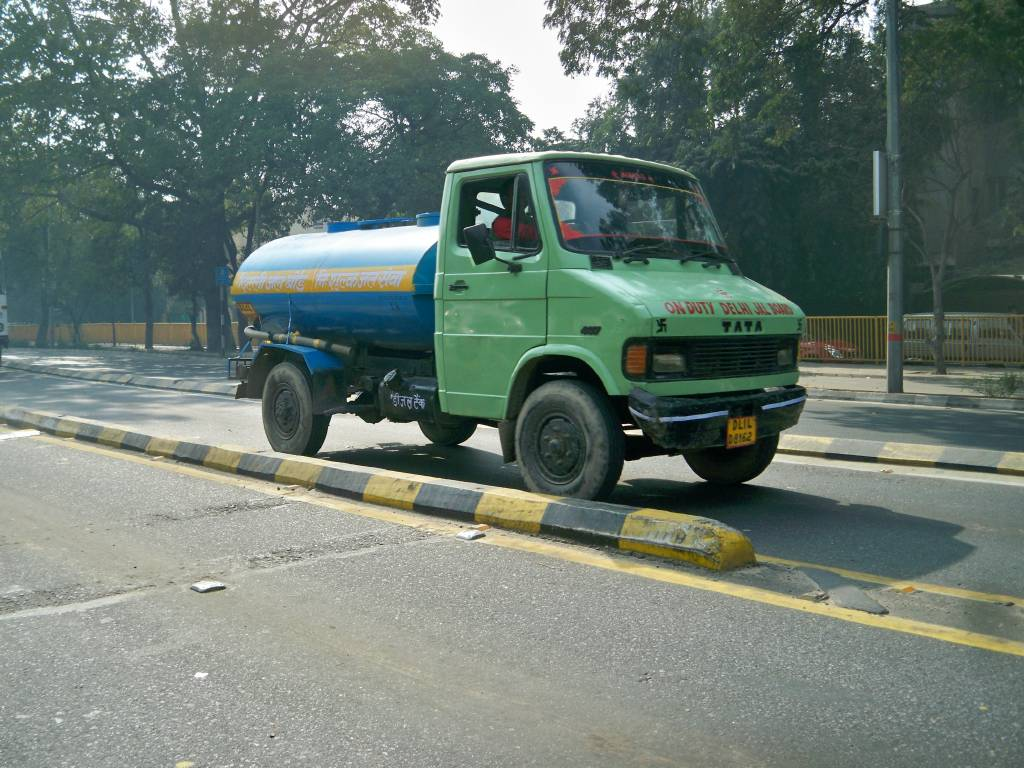
Tata 407

Seit 1969 verwendete die  österreichische Steyr-Daimler-Puch AG die Kabine der F-Reihe in Lizenz mit geringfügigen Änderungen in der Frontgestaltung für das neue Modell Steyr 590-690. Chassis, Motoren und Getriebe waren jedoch originale Konstruktionen der Steyrwerke. Die Abstammung vom Hanomag war an den Blindstopfen in der Lenksäule zu erkennen, wo beim Hanomag zwei Zugschalter für Start und Stop installiert waren. Die Steyr 590-690 startete man mit dem Schlüssel und stellte sie mit der Motorstaubremse ab. Nach dem Ende der Produktion bei Hanomag-Henschel wurden die Presswerkzeuge an Steyr Daimler Puch verkauft. Ende 1982 endete die Produktion der Steyr Modelle. Sämtliche Anlagen samt Lizenzen wurden an den indischen Tata Motors verkauft. Dieser produzierte die Modellreihe mit überarbeiteten Motoren und kleinen Facelifts als Tata 407 von 1986 bis 2014.